# Paramenia semiauriceps
Paramenia semiauriceps är en tvåvingeart som beskrevs av Brauer och Julius Edler von Bergenstamm 1889. Paramenia semiauriceps ingår i släktet Paramenia och familjen spyflugor. Inga underarter finns listade i Catalogue of Life.